# Cosmópolis
Cosmópolis es un municipio brasileño del estado de São Paulo. Tiene una población estimada, a mediados de 2020, de 73,474 habitantes.
Se localiza a una latitud 22º38'45" sur y a una longitud 47º11'46" oeste. Está a una altitud de 652 metros y tiene un área de 154,7 km².

## Historia
En 1892, se ve una nueva perspectiva de progreso para toda región. El entonces presidente de la Cámara de Campinas, José Paulino Nogueira, autorizaba al municipio a contraer préstamos para la construcción de una vía de ferrocarril, el "Carril Agrícola Funilense", que fue fundada en 24 de julio de 1890, la cual se aseguraba la producción agrícola de esa región. Con la intención de intensificar la producción, en 1896, la Cámara Municipal de Campinas, oficializa un proyecto visando la formación de una colonia suiza, donde futuramente sería la ciudad de Cosmópolis. Los suizos llegaron unos años después. Pero, por problemas climáticos y de adaptabilidad, pocos se quedaron. Se abre más tarde la oportunidad para otros pueblos colonizadores: austríacos, alemanes e italianos. Estos fueron obteniendo sus tierras, plantando y construyendo sus comunidades. El poblado fue creciendo, bajo varios nombres. En 1905 es bautizada como "Cosmópolis", «cosmos», mundo, y «polis», ciudad. El 27 de noviembre de 1906 es creado el Distrito de Cosmópolis, subordinado de Campinas. La época marca crecimiento de la producción agrícola, principalmente del algodón y caña de azúcar.

## Religión
El Cristianismo está presente en la ciudad de la siguiente manera:

### Iglesia Católica
La iglesia católica del municipio forma parte de la Diócesis de Limeira.

### Iglesia Protestante
En la ciudad están presentes las más diversas creencias evangélicas, principalmente pentecostales, incluidas las Asambleas de Dios de Brasil (la iglesia evangélica más grande del país), Congregación Cristiana, entre otras. Estas denominaciones están creciendo cada vez más en todo Brasil.